# Canton de Clermont-Ferrand-Ouest
Le canton de Clermont-Ferrand-Ouest est une ancienne division administrative française située dans le département du Puy-de-Dôme en région Auvergne.

## Géographie
Ce canton est organisé autour de Clermont-Ferrand dans l'arrondissement de Clermont-Ferrand. Son altitude varie de 321 à 602 m pour une altitude moyenne de 358 m.

## Histoire
Le canton a été créé en 1982 par scission du canton de Clermont-Ferrand-Nord en quatre autres cantons, l'un d'eux étant le canton Ouest, défini par « la portion de territoire de la ville de Clermont-Ferrand délimitée, à l'Ouest, par la limite de la commune de Chamalières ; au Nord, par l'axe des voies suivantes : rue Descartes, impasse Richelieu, rue des Gravouses, avenue Raymond-Bergougnan, rue de Rossignol, rue de Nohanent, rue Malville, rue Paul-Diomède, rue Jules-Favre, voie non dénommée, rue des Fées, rue André-Bal, rue Jules-Favre, rue Montaigne, boulevard Lavoisier, boulevard Dumas ; à l'Est, rue Thévenot-Thibaud, rue Henri-Barbusse, rue Dallet, rue Barnier, rue Pascal ; au Sud, rue Halle-de-Boulogne (jusqu'à la place Philippe-Marcombes), rue Philippe-Marcombes (jusqu'à la place de la Bourse), rue Verdier-Latour, rue des Gras, rue Saint-Dominique, rue Gabriel-Péri, rue Antoine-Menat jusqu'à la limite de la commune de Clermont-Ferrand ».
Depuis les élections départementales de 2015, le nombre de cantons dans la ville de Clermont-Ferrand a été réduit de 9 à 6. Les dénominations et périmètres des cantons de la ville sont modifiés.

## Représentation
| Période | Période | Identité            | Étiquette            | Qualité |
| ------- | ------- | ------------------- | -------------------- | --- |
| 1982    | 1998    | Michel Perny        | RPR                  | Chirurgien, Conseiller municipal de Clermont-Ferrand                                                                                             |
| 1998    | 2015    | Jean-Yves Gouttebel | PS puis DVG puis PRG | Professeur d'université Président du Conseil général (2004-2015) puis départemental (2015-2021) Elu en 2015 dans le Canton de Clermont-Ferrand-5 |

## Composition
| Communes         | Population (2012) | Code postal | Code Insee |
| ---------------- | ----------------- | ----------- | ---------- |
| Clermont-Ferrand | 12 438 (1)        | 63000       | 63113      |

(1) fraction de commune.

## Démographie
| 1990   | 1999   | 2006   | 2011   | 2012   |
| ------ | ------ | ------ | ------ | ------ |
| 10 633 | 12 091 | 12 188 | 12 205 | 12 438 |